# MISNA
La Missionary International Service News Agency (MISNA) è stata un'agenzia di stampa internazionale on-line che, avvalendosi della collaborazione di missionari non solo cattolici e non solo italiani sparsi in tutto il mondo - ma anche di volontari e operatori umanitari insieme con altre fonti talvolta istituzionali - ha fornito notizie di prima mano dai diversi "Sud del mondo", non soltanto geografici. Come entità giornalistica in qualche modo atipica, la MISNA, è stato spesso definita agenzia di notizie "alternativa" o di "controinformazione". L'agenzia ha cessato l'attività il 31 dicembre 2015.

## Storia
L'agenzia viene fondata nel dicembre del 1997 per iniziativa di alcune congregazioni missionarie. Il primo direttore è stato il missionario comboniano Giulio Albanese. Nel settembre 2004 gli è succeduto Pietro Mariano Benni, giornalista professionista dal 1968 con esperienze di lavoro da New York per l'agenzia ANSA (direttore Sergio Lepri) e di direzione di un grande mensile internazionale. L'ultimo direttore è stato padre Carmine Curci, comboniano.
La MISNA produceva un notiziario in cinque lingue (italiano, francese, inglese, spagnolo, cui si era aggiunto, dal gennaio 2008, l'arabo). La MISNA rappresentava non solo una versione aggiornata e un classico esempio di “opera collettiva dell'ingegno” nei termini indicati dalla legge istitutiva dell'Ordine dei Giornalisti, ma si proponeva di essere un paradigma di comunicazione sociale, esaltando la componente etica della professione giornalistica in sinergia con i valori prevalenti dell'attività missionaria vissuta nel suo significato più ampio e ‘includente’. 
Nel 2001 la MISNA ha ricevuto il Premio Colombe d'Oro per la Pace da parte dell'Istituto di Ricerche Internazionali Archivio Disarmo. 

## Struttura
Il lavoro di ricerca, verifica e scrittura delle notizie si svolgeva a Roma per opera di un gruppo di giovani giornalisti professionisti, non solo italiani.

Le Direzioni Generali e le Province italiane degli Istituti Missionari, la loro Conferenza (Cimi) e il Sermis (Servizio Missionario) costituiscono l'editrice MISNA srl; padre Venanzio Milani, missionario comboniano con un passato in “Mani Tese” e in Congo, è stato presidente del consiglio d'amministrazione in rappresentanza dell'editore sino al 2011.

## Direttori
- Giulio Albanese (1997 - 30 settembre 2004)
- Pietro Mariano Benni (1º ottobre 2004 - 30 settembre 2010)
- Carmine Curci (1º ottobre 2010 - 31 dicembre 2015)